# Onthophagus leanus
Onthophagus leanus là một loài bọ cánh cứng trong họ Bọ hung (Scarabaeidae).